# John Huehnergard
John Huehnergard (geb. vor 1953) ist ein Altorientalist und emeritierter Professor der University of Texas at Austin, ehemaliger Professor der Harvard University sowie seit 2014 Ehrendoktor der University of Chicago.
Huehnergard studierte bis 1974 an der Wilfrid Laurier University Religionswissenschaft. Nach seinem dortigen BA-Abschluss nahm er ein Promotionsstudium der Altorientalistik an der Harvard University auf, das er 1979 mit Auszeichnung abschloss. In den folgenden Jahren lehrte er bis 1983 an der Columbia University, dann bis 1988 zunächst als Associate Professor in Harvard, bevor er dort einen ordentlichen Lehrstuhl erhielt. Diesen gab er 2009 auf, um bis zu seiner Emeritierung 2017 in Austin (Texas) zu wirken. Eine Gastprofessur führte ihn 1985/86 an die Johns Hopkins University.
Huehnergard ist Mitglied der American Oriental Society, deren Präsidentenamt er 2017/18 innehatte, sowie der Linguistic Society of America und der International Association for Assyriology. Sein Forschungsschwerpunkt liegt im Bereich der Grammatik altorientalischer Sprachen.

## Werke (Auswahl)
- Ugaritic Vocabulary in Syllabic Transcription (= Harvard Semitic Studies 32). Atlanta 1987. ISBN 1-555-40201-1
- The Akkadian of Ugarit (= Harvard Semitic Studies 34). Atlanta 1989. ISBN 1-555-40316-6 [repr. Winona Lake 2011; ISBN 978-1-57506-940-1].
- A Grammar of Akkadian (= Harvard Semitic Studies 45). Atlanta 1997. ISBN 0-7885-0318-9. 2. Aufl. Winona Lake 2005. ISBN 1-57506-922-9; 3. Aufl., Winona Lake 2011. ISBN 978-1-57506-941-8
- An Introduction to Ugaritic, Peabody 2012. ISBN 978-1-59856-820-2; 2. Aufl., Peabody 2014.